# Peziza subumbrina
Peziza subumbrina är en svampart som beskrevs av Boud. 1877. Peziza subumbrina ingår i släktet Peziza och familjen Pezizaceae.   Inga underarter finns listade i Catalogue of Life.